# 高校教師 (2003年のテレビドラマ)
『高校教師』（こうこうきょうし）は、2003年1月10日から3月21日までTBS系の「金曜ドラマ」枠で、毎週金曜日22:00 - 22:54に放送された日本のテレビドラマ。脚本は野島伸司。主演は藤木直人と上戸彩。1993年に放映された同名テレビドラマの続編。

## 概要
1993年に放映され、高視聴率を記録した同名テレビドラマの続編。前作から10年後に制作、放映された。物語中でも10年の歳月が流れており、今作では「恋愛」と「依存」との違いを大きなテーマとしている。前作と同様に森田童子の楽曲が主題歌・挿入歌として使用された。
前作の続編ではあるが、主人公の教師役に藤木直人、ヒロインに上戸彩を迎え、主要キャストは京本政樹を除いて全て一新された。
前作が平均視聴率21.9%、最高視聴率33.0%と、高視聴率を記録して話題になったのとは対照的に、本作は平均視聴率10.8%、最高視聴率14.9%と平凡な視聴率に留まった。
親友役で共演した上戸彩とソニンは2022年放送の「となりのチカラ」で再共演をする。

## 登場人物

### 主人公とヒロイン
湖賀 郁巳〈32〉
演 - 藤木直人
主人公の高校教師。数学を担当しており、水泳部の顧問も受け持っている。脳腫瘍を患い、余命わずかの運命にある。元は文部科学省の技官として将来を嘱望されていたが、自分に置かれた運命に絶望し、好きな数学に没頭して苦しみから逃避するために高校教師となった。常に感情を押し殺し、あまり表情に出さない。孤独と絶望の中で町田雛と出会い、次第に彼女に惹かれ、依存していく。
町田 雛〈17〉
演 - 上戸彩
高校2年生のヒロイン。自らを「どこにでもいる平凡な女の子」と評するものの、非常に明るく健気で、純粋無垢な心の持ち主。孤独な湖賀の心の隙間を埋め、希望を与える存在となっていく。

### 日向女子高等学院

#### 教職員
手島 絵美〈23〉
演 - 眞鍋かをり
国語の教師で、藤村に好意を寄せている。雛と紅子の担任。
村松 保〈28〉
演 - 大倉孝二
絵美に好意を抱く体育教師。
藤村 知樹〈43〉
演 - 京本政樹
前作のレギュラーキャラクターの中では唯一続投した人物。10年の歳月が経過して学年主任となった。湖賀の良き理解者。前作における自らの過ちを悔い、人生に深い絶望を抱いている。紅子を救い出したい一心で、悠次と対決して刺される。
宮田 光次
演 - 菅原大吉
日本史の教師。

#### 生徒
工藤 紅子〈18〉
演 - ソニン
雛の同級生。学校では不良と称されて孤立しており、雛が唯一の親友。悠次にのめり込み、食い物にされる。
江沢 真美〈18〉
演 - 蒼井優
水泳部の3年生で、悠次の手下。湖賀を誘惑する。

### その他
上谷 悠次〈20〉
演 - 成宮寛貴
紅子を食い物にするホスト。現実世界を単なるゲームと考え、刹那的な快楽を追い求める。紅子を巡って、藤村と対決する。
橘 百合子〈42〉
演 - 眞野あずさ
湖賀の主治医で、男女の関係を持つ。常に冷静沈着。湖賀の孤独を受け入れる母親的な存在であるが、次第に雛への依存を強めていく湖賀に、ある種の危機感めいた感情を抱く。
石倉 かおり
演 - 小島聖
湖賀の元婚約者。突然、理由も告げず姿を消した湖賀を追うが、最後まで真実を告げられることはなかった。

## スタッフ
- 脚本 - 野島伸司
- 演出 - 鴨下信一、吉田健、今井夏木
- プロデューサー - 伊藤一尋
- 音楽 - 千住明
- 制作 - TBSエンタテインメント
- 製作 - TBS

## 2003年版主題歌・挿入歌
1993年版と同様、森田童子の曲が使用されている。前回の主題歌と同じ「ぼくたちの失敗」と、それ以外の曲は3枚のアルバムから、1993年版とは別の曲が使用されている。
- 主題歌 - 森田童子
  - 「ぼくたちの失敗」（第1話、第4話、第5話、第7話、最終話）
  - 「淋しい雲」（第3話、第6話、第8話、第10話）
  - 「君と淋しい風になる」（第2話）
  - 「ぼくと観光バスに乗ってみませんか」（第9話）

## エピソードリスト
| 話数 | エピソードタイトル | 初回放送日 | 演出     | 視聴率 |
| --- | ------------------ | ---------- | -------- | ------ |
| 第1話 | 禁断の愛、再び     | 1月10日    | 鴨下信一 | 14.9%  |
| 高校2年生の町田雛は、平凡で退屈な自分を変えたいと思い、親友の工藤紅子と共に夜の街に繰り出す。ゲームセンターで、雛は黙々とゲームをする男に興味を抱く。そこで分かり合い、一緒に食事をした2人。その後、男は雛に朝まで一緒に寝て欲しいと頼み、恐る恐るついていく。駅のコインロッカーに荷物を預けた雛は翌朝、駅のトイレで着替えをすませて登校する。しかし翌日の数学の時間、現れた新任教師の湖賀郁巳を見て愕然とする。それは昨日一緒に寝た男だった。しかし彼は気付かない様子で、立ち尽くす雛に知らん顔で「どうしたのか」と聞くだけだった。 |                    |            |          |        |
| 第2話 | 先生の秘密         | 1月17日    | 吉田健   | 12.2%  |
| 湖賀の家に行った雛は、「帰れ」と怒鳴られる。実は彼は、大量の薬を服用していた。ある日、体育の時間にバスケットボールで頭を打った雛は、次の湖賀の授業中に倒れてしまう。仕方なく湖賀は救急車で雛を病院に連れて行く。しばらく寝て回復した雛は、院内をうろうろしていた。雛は別室で医師が湖賀に余命半年という病状を言ったのを聞き、自分のことだと思ってしまう。しかし、それを湖賀はあえて否定しなかった。 |                    |            |          |        |
| 第3話 | 眠れないふたり     | 1月24日    | 吉田健   | 6.4%   |
| 自らを余命わずかの難病と思い込んでしまった雛だったが、湖賀はすぐに本当の話を打ち明けるつもりだった。しかしその折、怖くて眠れないという雛の言葉に自分との共通点を見出した湖賀は、真相を言い出せなくなった。自らの苦しみを完璧に理解し得る存在を手に入れた湖賀の「実験と観察の日々」が始まった。 |                    |            |          |        |
| 第4話 | 哀しいデート       | 1月31日    | 今井夏木 | 10.7%  |
| 雛に重大な嘘をついている罪悪感から、湖賀は雛のささやかな望みくらいは叶えてあげようと一緒に遊園地に行く。水泳部所属の3年生・江沢真美の邪魔もあって雛を突き放してしまい、姿が見えなくなった雛を湖賀は必死に探すのだった。 |                    |            |          |        |
| 第5話 | 真夜中の対決       | 2月7日     | 今井夏木 | 10.6%  |
| 死ぬ前に恋愛がしたいと明るく話す雛。湖賀はそれを自らへの想いと気付かず、甥の正太を紹介する。ふとしたことから湖賀は悠次に自らの病状を知られてしまう。一方、紅子は自分を食い物にするホスト・上谷悠次の仲間に肩や腕を捕まれ集団レイプされる。 |                    |            |          |        |
| 第6話 | 片想いのチョコ     | 2月14日    | 吉田健   | 8.8%   |
| 湖賀への気持ちを支えにして、懸命に明るさを保つ雛。しかし、湖賀は雛の気持ちを受け止めようとはしない。ある晩、湖賀を驚かせようと部屋に隠れていた雛は、湖賀と彼の主治医・橘百合子の情事を目撃してしまう。 |                    |            |          |        |
| 第7話 | ふたりが結ばれた夜 | 2月21日    | 吉田健   | 10.2%  |
| 次第に雛を愛しく思うようになっていた湖賀だったが、雛の気持ちを受け入れてはならないと自らに言い聞かせる。湖賀に拒絶され、半ば自暴自棄になって正太と結ばれようとした雛を前にしてようやく雛の存在の大きさに気付いた湖賀は、ついに雛と結ばれる。 |                    |            |          |        |
| 第8話 | 許せない嘘         | 2月28日    | 今井夏木 | 13.5%  |
| 雛との愛を通じて、湖賀は穏やかな幸せの中にいた。その幸せはいずれ破綻が訪れることも忘れ…。悠次に湖賀の病状を聞かされた雛は、湖賀を疑うことへの罪悪感を抱きつつも、橘の元を訪れて真実を聞かされる。湖賀は雛から「悪魔」と罵られる。 |                    |            |          |        |
| 第9話 | 壊れかけた先生     | 3月7日     | 今井夏木 | 11.2%  |
| ついに雛に真実を知られてしまった湖賀。唯一の希望であった雛を失ってしまったショックは想像以上に大きく、自分を見捨てないで欲しいと、もはや形振り構わず懇願する。雛は自分の湖賀への気持ちが一体何であったのか整理がつかず、頑なに拒絶してしまうのだった。 |                    |            |          |        |
| 第10話 | よみがえる純愛     | 3月14日    | 吉田健   | 8.8%   |
| 全てを失った湖賀は、橘の別荘で穏やかに最期を迎えることを決意し、教師を辞して雛の前から姿を消す。自分が湖賀を深く愛していることを再認識した雛は、湖賀を追いかける。 |                    |            |          |        |
| 最終話 | 永遠の愛と死       | 3月21日    | 吉田健   | 11.0%  |
| 雛と共に東京に戻った湖賀は学年主任の藤村知樹が悠次に刺されて死んだことを知り、次は自分の死ぬ番が来たと考え、恐怖におびえる。そんな湖賀を懸命に支えようとする雛だったが、ふと目を離した隙に湖賀を見失ってしまう。 |                    |            |          |        |

平均視聴率 10.8%（視聴率は関東地区・ビデオリサーチ社調べ）
- 最低視聴率を記録した第3話の裏では、日本テレビの金曜ロードショーで『千と千尋の神隠し』の地上波初放送で、歴代映画視聴率1位となる46.9%を記録していた。